# ۷ رجب
۷ رجب، هفتمین روز از ماه رجب در تقویم هجری قمری است.
در تقویم هجری قمری قراردادی این روز صد و هشتاد و چهارمین روز سال است.

## درگذشتگان
- ۵۵۶ - ابواسحاق طاسبندی، محدث ایرانی همدانی.